# Aristolochia nelsonii
Aristolochia nelsonii Eastw. – gatunek rośliny z rodziny kokornakowatych (Aristolochiaceae Juss.). Występuje endemicznie w Meksyku, w stanie Chiapas.

## Morfologia
PokrójBylina pnąca.
LiścieMają lancetowaty lub grotowaty kształt. Mają 4–16 cm długości oraz 2–5 cm szerokości. Mają białe i purpurowe plamki. Nasada liścia ma sercowaty kształt. Całobrzegie, ze spiczastym wierzchołkiem. Ogonek liściowy jest owłosiony i ma długość 1–2 cm.
KwiatyPojedyncze. Mają brązowo-purpurową barwę i 8–10,5 mm długości. Mają kształt wygiętej tubki. Łagiewka ułożona jest poziomo lub skośnie, jajowata u podstawy. Mają po 6 pręcików. Podsadki mają owalny lub okrągły kształt i są sercowate u nasady.
OwoceTorebki o podłużnie cylindrycznym lub gruszkowatym kształcie. Mają 2–5 cm długości i 1–3 cm szerokości. Pękają u podstawy.

## Biologia i ekologia
Rośnie w wiecznie zielonych lasach. Występuje na wysokości około 1000 m n.p.m.